# Gardner (Kansas)
Gardner – miasto w Stanach Zjednoczonych, w stanie Kansas, w hrabstwie Johnson.